# الخربة (الحيمة الداخلية)

تعديل مصدري - تعديل

الخربة هي إحدى قرى عزلة الأحبوب بمديرية الحيمة الداخلية التابعة لمحافظة صنعاء، بلغ تعداد سكانها 424 نسمة حسب تعداد اليمن لعام 2004.